# Allan Russell
Allan Russell (Glasgow, 13 dicembre 1980) è un allenatore di calcio ed ex calciatore scozzese, preparatore degli attaccanti della nazionale inglese.

## Palmarès

### Club

#### Competizioni nazionali
- Scottish Third Division: 1

Hamilton Acad.: 2000-2001